# Esporte Clube São José
El Esporte Clube São José es un club de fútbol brasileño de la ciudad de Porto Alegre, en el estado de Río Grande del Sur. Fue fundado el 24 de mayo de 1913 y juega el Campeonato Brasileño de Serie C. 

## Historia
São José fue fundado el 24 de mayo de 1913 por un grupo de estudiantes católicos del Colegio São José de Porto Alegre, de ahí el nombre del club. Su primera cancha se encontraba en el lugar llamado "Montanha", donde se ubica el hospital militar, en la avenida Cristóvão Colombo , en el barrio de Floresta. El primer presidente fue Leo De La Rue, quien ejerció el cargo entre 1913 y 1914.
La mañana del domingo 5 de junio de 1927, el equipo de fútbol de São José abordó un hidroavión Dornier Do J de varig “Atlantico” para un partido fuera de Porto Alegre, marcando la primera vez en el mundo que un equipo de fútbol viajaba en avión para disputar un partido. La hazaña, reconocida por la FIFA en 1992, está registrada en los archivos de la organización. El vuelo de dos horas y media partió de la capital del estado hasta Pelotas, a unos 260 km al sur, donde São José jugó un amistoso contra el Esporte Clube Pelotas.
El club trasladó su sede varias veces hasta que en 1939 se adquirió el terreno del estadio actual. El Estadio Passo d'Areia se inauguró el 24 de mayo de 1940. En su inauguración, el São José recibió al Grêmio, pero perdió 3-2. Actualmente, el estadio ya no cuenta con las gradas originales de madera. En su lugar, hay tres tribunas: dos laterales y una detrás de la portería, esta última con vista a la Avenida Assis Brasil. Todas están completamente cubiertas y tienen capacidad para aproximadamente 10.000 espectadores. La sede del club también cuenta con un salón de fiestas, un restaurante de barbacoa, gimnasio, piscina y canchas de fútbol sintéticas en alquiler, unas instalaciones de las que carecen muchos clubes del interior.
A finales de la década de 1960, São José se fusionó con el Clube de Regatas Almirante Barroso. El club recibió el apodo de "Zé Barroso". Su uniforme consistía en una camiseta con anchas rayas azules y blancas. Durante esta época, Zequinha ganó uno de los títulos más importantes de su historia: la Copa del Gobernador del Estado en 1971.
En 1981, bajo la dirección de Vasques, el São José ganó la Segunda División, lo que le permitió competir en la División Especial en 1982. Sin embargo, el equipo tuvo problemas y descendió ese mismo año. Regresó a la primera división en 1996, tras una alianza con Renner. Durante esta alianza, el São José vistió un uniforme rojiblanco como el antiguo Renner.
En 1998, en una audaz jugada de marketing, São José fichó al delantero centro Careca para jugar en algunos partidos del Gauchão.
El equipo de la Zona Norte tiene como principales logros haber sido subcampeón del campeonato de la ciudad de Porto Alegre dos veces, en 1937 y 1948, campeón de la Copa del Gobernador del Estado en 1971, campeón del torneo de acceso en 1963 y campeón de la Segunda División del Campeonato Gaúcho en 1981. Está en la elite del fútbol de Rio Grande do Sul desde 1999. Su mejor colocación en la primera división fue un 4º lugar en 2010.
A nivel nacional, São José compitió en la Serie D en 2009, 2010, 2016, 2017 y 2018, y en la Serie C en 1997, 1998, 2001, 2003 y más recientemente, desde su acceso en 2018, ha competido en la Serie C desde 2019.
En 2006, el club tuvo una buena campaña en el Campeonato Gaúcho, clasificándose a la segunda fase a falta de una jornada. Durante el Campeonato Gaúcho de 2007, el club dio un paso adelante y realizó el fichaje más impactante de su historia: el experimentado y reconocido portero Danrlei, exjugador del Grêmio. Para la temporada 2008, se fichó a otra figura importante del fútbol estatal, el delantero Fabiano, exjugador del Inter, lo que, junto con otros buenos jugadores, le valió al São José el séptimo puesto, repitiendo la buena campaña de 2006.
El año de 2010 fue especial para São José, que logró su mejor campaña en el Campeonato Estadual, con el cuarto lugar, conquistando un lugar en la serie D del Campeonato Brasileño de Fútbol, y también tuvo al máximo goleador del campeonato gaucho de 2010. En ese mismo año, São José logró un lugar inédito para disputar su primera Copa do Brasil, en 2011, beneficiándose del ajuste de lugares asignados a los clubes de Rio Grande do Sul.
En 2018, accedieron a la Serie C del Campeonato Brasileño, venciendo a  por 2-0 en Passo d'Areia. Luego fueron eliminados del torneo en la disputa contra Ferroviário.

## Entrenadores
- Otacílio Ricardo dos Santos (noviembre de 1954–?)[4]
- China Balbino (2015–agosto de 2017)[5][6]
- Rafael Jacques (agosto de 2017–noviembre de 2019)[7][8]
- Leocir Dall'astra (noviembre de 2019–febrero de 2020)[9][10]
- Éverton Vanoni (interino- febrero de 2020/febrero de 2020–septiembre de 2020)[11][12][13]
- China Balbino (septiembre de 2020–diciembre de 2020)[14][15]
- Carlos Moraes (enero de 2021–marzo de 2021)[16][17]
- Thiago Gomes (septiembre de 2022–presente)[2]

## Palmarés

#### Torneos estatales
| Torneos Estatales                       | Títulos     |
| --------------------------------------- | ----------- |
| Copa FGF                                | 2017, 2024. |
| Campeonato Gaucho - 2da división Gaúcha | 1963, 1968  |
| Campeonato Gaucho Interior              | 2016, 2018  |
| Recopa Gaúcha                           | 2018        |
| Campeonato de la Região Metropolitana   | 2016        |
| Supercopa Gaúcha                        | 2015        |
| Copa de la Frontera Sur                 | 2015        |
| Copa Gobernador del Estado              | 1971        |
| [ 18 ]                                  |             |